# ミシェル・モド
ミシェル・モド （Michel Modo 1937年3月30日ヴォクリューズ県カルパントラ生まれ、2008年9月25日セーヌ＝エ＝マルヌ県ヴェール＝シュル＝マルヌで没）は、フランスの俳優および声優。本名ミシェル・アンリ・ルイ・ゴワ。日本では「ミシェル・モード」の表記が多い。
1950年代末に、俳優のギイ・グロッソと「コンビ・グロッソ・モド」（グロッソ・モドはイタリア語からの借用語のフランス語で「大雑把」を意味する）を組んだモドは、ルイ・ド・フュネス主演の様々な映画で脇役を務めた。特に『ルイ・ド・フュネスのサントロペシリーズ』のジューヌ・ベルリコ隊員役で知られる。『大進撃』では斜視のドイツ兵役を演じ、重要な場面でコミカルな演技を務めた。また『大沈没』(1972年)では出演ではなく脚色としてスタッフに参加している。
1993年から1997年まではテレビドラマ『暗黒の戦士 ハイランダー』で喜劇役モーリスを演じた。晩年の2005年にはテレビドラマ『Plus belle la vie （もっと美しい人生）』でサンタクロース役を演じている。
またテレビアニメ『ザ・シンプソンズ』のフランス語版では、様々な役の声優を演じた。フランス語版では2001年の放送より声優が8人に絞られたため、様々なゲストキャラクターをモドを含めたレギュラー陣が演じた。シーズン19の途中にモドが死去したため、モドの演じた役はジェラール・リナルディに交代した。しかしリナルディも2012年に死去し、マルク・ルブレシュに交代した。
声優としては他にも、『ミュータント・タートルズ』のスプリンター（タートルズたちの師匠のネズミ）、『バットマン』のルパート・ソーン他、『アニマニアックス』のラルフ・ガード、『ラッキー・ルーク』のヒル・ラドスなどの役を務めた。映画吹き替えでは『アラビアのロレンス』のドライデン顧問（クロード・レインズ）、『ロジャー・ラビット』のR.K.マルーン（アラン・ティルバーン）役などが知られる。
歌手アンリ・サルヴァドールのアルバム『Chambre avec vue（見晴らしの良い部屋）』（邦題『サルヴァドールからの手紙』）に、複数曲の歌詞を提供した。

## 出演した主な映画

### ルイ・ド・フュネス作品
- 1964年	大混戦	Le Gendarme de Saint-Tropez
- 1965年	ニューヨーク大混戦 Le Gendarme à New York
- 1965年	大追跡	Le Corniaud
- 1966年	パリ大混戦 Le Grand Restaurant
- 1966年	大進撃	La Grande Vadrouille
- 1968年	ルイ・ド・フュネスの大結婚	Le gendarme se marie
- 1970年	ルイ・ド・フュネスの窓際一発大逆転	Le Gendarme en balade
- 1979年	ルイ・ド・フュネス/サントロペ大混戦	Le Gendarme et les Extra-terrestres
- 1980年	守銭奴	L’Avare
- 1982年	ルイ・ド・フュネスの大奪還	Le Gendarme et les Gendarmettes